# 조르나우 나시오나우
《조르나우 나시오나우》(포르투갈어: Jornal Nacional)는 브라질의 저녁 뉴스 프로그램이다.

## 앵커
- 윌리엄 보네르 (1996년 ~ 현재)
- 레나타 바스콘세우루스 (2014년 ~ 현재)